# Luis G. Alonso Getino
Luis G. Alonso Getino (Lugueros, León, 12 de noviembre de 1877-Madrid, 9 de julio de 1946) fue un sacerdote, fraile dominico, teólogo e historiador español. Fue el fundador y primer director de la revista La Ciencia Tomista, publicación científica de referencia de los dominicos españoles.

## Biografía
Nació en Lugueros (León) en 1877. Fue orientado hacia la vida religiosa por su paisano Juan González Arintero. Ingresó en la Orden de Predicadores en el convento de Padrón (La Coruña), donde hizo el año de noviciado. Hizo la profesión solemne el 14 de noviembre de 1893. 
Cursó en el convento de Padrón sus estudios de Letras clásicas, Humanidades y dos años de Filosofía (1893-1895). El tercer año de Filosofía lo cursó en el convento de Corias (Asturias), donde tuvo como profesores al ya mencionado Juan González Arintero y a Justo Cuervo, entre otros.
Cursó sus estudios de Teología en el convento de San Esteban de Salamanca entre 1896 y 1901, ciudad en la que fue ordenado sacerdote en el verano de 1901. Entre 1901 y 1909 fue profesor en el convento de San Esteban, impartiendo diferentes asignaturas: Hermenéutica sagrada, Lugares teológicos, Historia eclesiástica, etc. En esta época tuvo una sonada polémica con Miguel Asín Palacios a propósito del averroísmo latino de santo Tomás de Aquino.
En 1909 se trasladó a Madrid para fundar la revista La Ciencia Tomista, concebida como «una revista científica, destinada a difundir la doctrina de Santo Tomás y a estudiar las cuestiones actuales a la luz de los principios del Santo». En 1910 la revista se pone en marcha y es nombrado primer director de la misma, cargo que ejercerá hasta 1912.
En 1912 fue elegido prior del Convento de Oviedo, por lo que tuvo que abandonar Madrid y la dirección de La Ciencia Tomista, que ocupó Albino González Menéndez-Reigada. Ejerció el cargo de prior en la capital asturiana desde 1912 hasta 1916, año en el que regresó a Madrid para hacerse cargo de nuevo de la dirección de La Ciencia Tomista, sucediendo a Albino González, que había sido su sucesor. En 1922 tuvo que abandonar por segunda vez la dirección de la revista por él fundada —dejándola en manos de Vicente Beltrán de Heredia— al ser nombrado provincial de la provincia dominica de España. Fue la máxima autoridad de su Orden en España durante cuatro años (1922-1926). En 1925 fue elegido por unanimidad cronista de la provincia de Salamanca. En 1926 colaboró en la fundación de la Asociación Francisco de Vitoria. 
De 1926 a 1939 residió en Madrid. En 1936 su libro Del gran número de los que se salvan y de la mitigación de las penas eternas (1934) fue incluido en el Index librorum prohibitorum por lo que tuvo que presentarse en Roma para dar explicaciones. Estando en Francia —a punto de llegar a España en su viaje de vuelta— le sorprendió la guerra civil española, viéndose forzado a esperar en territorio francés antes de poder entrar en España en octubre de ese año. Sobre este episodio de su vida, según testimonio del padre Guillermo Fraile, dijo:

«He pasado días muy amargos, -nos decía en carta escrita por aquellas fechas- pero ya estoy más tranquilo, y doy gracias a Dios, pues el tiempo que me he retrasado en Roma esperando que me llamasen del Santo Oficio me ha salvado la vida». Así fue, en efecto, pues al regresar a España, antes de pasar la frontera, se detuvo en Biarritz el día 17 de Julio de 1936, y por consejo de los Padres franceses permaneció allí algún tiempo, hasta que poco después pudo penetrar en la España nacional por Danchariena. De haber estado en Madrid, difícilmente hubiera logrado ocultarse a las pesquisas de los rojos, que apresaron y dieron muerto a casi todos los religiosos del convento en que residía.

Vivió en Toledo hasta el final de la guerra y, desde entonces, en Madrid. Dio conferencias en Burgos, Palencia y Salamanca y nunca dejó de escribir. Murió el 9 de julio de 1946. 
Su especialidad fueron los estudios históricos. Era experto en la vida y obra de fray Luis de León y de Francisco de Vitoria.
Fue uno de los dominicos españoles —nacidos en la segunda mitad del siglo XIX o a principios del siglo XX— que se especializaron en estudios históricos, junto con Venancio Carro, Justo Cuervo y Vicente Beltrán de Heredia.

## Distinciones y reconocimientos
- Cronista de la provincia de Salamanca (1925).

## Obras

### Libros:
- El averroísmo teológico de Santo Tomás de Aquino:La Summa contra Gentes y el Pugio Fidei. Carta sin sobre a Don Miguel Asín Palacios (1905).
- Vida y procesos del Maestro Fr. Luis de León (1906).
- El maestro Fr. Francisco de Vitoria y el renacimiento filosófico-teológico del siglo XVI (1914).
- Dominicos españoles confesores de Reyes (1917).
- El maestro Fr. Francisco de Vitoria: su vida, su doctrina e influencia (1930).
- Incendios de Conventos en España y Supresión de Misiones y Colegios Españoles en Ultramar (1931).
- Del gran número de los que se salvan y de la mitigación de las penas eternas (1934).
- Santo Domingo de Guzmán (1939).

### Artículos:
- "El Maestro Fray Francisco de Vitoria", en: La Ciencia Tomista 1 (1910) 1-12.
- "El Maestro Fray Francisco de Vitoria", en: La Ciencia Tomista 2 (1911) 109-134, 173-191, 358-367.
- "El Maestro Fray Francisco de Vitoria", en: La Ciencia Tomista 3 (1911) 181-206, 361-378.
- "Por los mundos del tomismo", en: La Ciencia Tomista 3 (1911) 46-56.
- "El Maestro Fray Francisco de Vitoria", en: La Ciencia Tomista 4 (1912) 3-18, 185-196.
- "Don Marcelino Menéndez Pelayo", en: La Ciencia Tomista 5 (1912) 373-293.
- "El Filósofo Rancio", en: La Ciencia Tomista 5 (1912) 249-264.
- "El Maestro Fray Francisco de Vitoria", en: La Ciencia Tomista 6 (1913) 1-33.
- "De Vitoria a Godoy. La edad de oro de San Esteban de Salamanca", en: La Ciencia Tomista 8 (1914) 201-217.
- "Don Juan Menéndez Pidal", en: La Ciencia Tomista 12 (1916) 390-405.
- "Historiadores del convento de San Esteban de Salamanca", en: La Ciencia Tomista 13 (1916) 435-446.
- "Nueva interpretación del problema de las despoblación americana", en: La Ciencia Tomista 65 (1943) 178-183.